# Internationales Werner-Seelenbinder-Gedenkturnier 1980
Das Internationale Werner-Seelenbinder-Gedenkturnier 1980 fand vom 26. bis zum 28. September 1980 in Greifswald statt. Es war die achte Auflage dieser internationalen Meisterschaften der DDR im Badminton.

## Medaillengewinner
| Disziplin    | Gold                                                                          | Silber                                          | Bronze                                                       |
| ------------ | ----------------------------------------------------------------------------- | ----------------------------------------------- | ------------------------------------------------------------ |
| Herreneinzel | Michal Malý (ČSSR)                                                            | Edgar Michalowski (Einheit Greifswald)          | Nikolay Peshekhonov (UdSSR)                                  |
| Herreneinzel | Michal Malý (ČSSR)                                                            | Edgar Michalowski (Einheit Greifswald)          | Miroslav Šrámek (ČSSR)                                       |
| Dameneinzel  | Monika Cassens (HSG Lok HfV Dresden)                                          | Ilona Michalowsky (Einheit Greifswald)          | Christine Zierath (Einheit Greifswald)                       |
| Dameneinzel  | Monika Cassens (HSG Lok HfV Dresden)                                          | Ilona Michalowsky (Einheit Greifswald)          | Tatyana Litvinenko (UdSSR)                                   |
| Herrendoppel | Konstantin Vavilov / Nikolay Peshekhonov (UdSSR)                              | Leonid Pajkin / Viktor Samarin (UdSSR)          | Edgar Michalowski / Erfried Michalowsky (Einheit Greifswald) |
| Herrendoppel | Konstantin Vavilov / Nikolay Peshekhonov (UdSSR)                              | Leonid Pajkin / Viktor Samarin (UdSSR)          | Ladislav Šrámek / Miroslav Šrámek (ČSSR)                     |
| Damendoppel  | Monika Cassens / Ilona Michalowsky (HSG Lok HfV Dresden / Einheit Greifswald) | Tatyana Gordiyenko / Viktoria Semenjuta (UdSSR) | Tatyana Litvinenko / Alena Nejedlová (UdSSR / ČSSR)          |
| Damendoppel  | Monika Cassens / Ilona Michalowsky (HSG Lok HfV Dresden / Einheit Greifswald) | Tatyana Gordiyenko / Viktoria Semenjuta (UdSSR) | Ildikó Vígh / Zsuzsa Diószegi (Ungarn)                       |
| Mixed        | Edgar Michalowski / Monika Cassens (Einheit Greifswald / HSG Lok HfV Dresden) | Viktor Samarin / Viktoria Semenjuta (UdSSR)     | Michal Malý / Alena Nejedlová (ČSSR)                         |
| Mixed        | Edgar Michalowski / Monika Cassens (Einheit Greifswald / HSG Lok HfV Dresden) | Viktor Samarin / Viktoria Semenjuta (UdSSR)     | Erfried Michalowsky / Petra Michalowsky (Einheit Greifswald) |